# Ананасовий експрес
«Ананасовий експрес» (англ. Pineapple Express) — американська комедія 2008 року, знята режисером Девідом Ґордоном Ґріном за сценарієм Сета Роґена та Евана Ґолдберга, у головних ролях — Сет Роґен і Джеймс Франко.
Дія фільму обертається навколо любителя марихуани, судового виконавця, та його наркоділера, які стали свідками злочину і змушені тікати від найманих убивць і корумпованої поліціантки. У розробці сюжету брав участь продюсер Джадд Апатоу, який раніше працював із Роґеном і Ґолдбергом над фільмами «Трошки вагітна» і «Суперперці» (2007).
Студія Columbia Pictures випустила фільм 6 серпня 2008 року, він зібрав у прокаті $102 млн при бюджеті у 25 мільйонів доларів. Фільм отримав загалом позитивні відгуки критиків та став культовим, Джеймс Франко був номінований на премію «Золотий глобус» як найкращий актор комедії.

## Акторський склад
- Сет Роґен — Дейл Дентон, ледачий судовий виконавець, любитель марихуани
- Джеймс Франко — Сол Сільвер, наркоділер Дейла
- Денні Макбрайд — Ред, постачальник Сола
- Ґері Коул — Тед Джонс, безжальний наркобарон
- Кевін Корріган — Будлофскі, найманий убивця
- Крейг Робінсон — Метісон, партнер Будлофскі
- Розі Перес — Керол Брейзер, корумпована поліціантка
- Кен Джонг — Кен, ватажок корейської банди
- Ембер Герд — Енджі Андерсон, школярка, дівчини Дейла
- Ед Беглі молодший — Роберт Андерсон, суворий батько Енджі
- Нора Данн — Шеннон Андерсон, мати Енджі
- Джо Ло Тругліо — пан Едвардс, учитель Енджі
- Клео Кінг — Боббра, чесний офіцер поліції
- Білл Гейдер — рядовий Міллер
- Джеймс Ремар — генерал Бретт
- Дана Лі — Ченг, бос корейської банди
- Боббі Лі — Боббі, брат Кена
- Джастін Лонг — Джастін

## Факти про фільм
- За словами продюсера Джадда Апатоу, на фільм його надихнув персонаж Бреда Пітта — любитель травки Флойд у «Справжньому коханні» 1993 року, і він подумав, що «було б смішно зняти фільм, у якому ви стежите за цим персонажем у його квартирі і спостерігаєте, як за ним женуться погані хлопці».
- За словами Сета Роґена, знімальна група розраховувала на бюджет у $40 млн, але через «канабісну» тематику картини студія Sony Pictures виділила лише 25 мільйонів.
- «Ананасовий експрес» — назва справжнього сорту марихуани, названа так на честь фільму.
- Девід Ґордон Ґрін джерелами для режисерського натхнення фільми «Брати Блюз» (1980), «Встигнути до опівночі» (1988), «Біжи і не озирайся» (Running Scared, 1986), «Годівниці» (The Gravy Train, 1974), «Схиблені» (Stir Crazy, 1980).
- За словами Роґена, «навіть люди, які ненавидять фільм, визнають, що він добре знятий».
- Спочатку роль Сола мав зіграти Сет Роґен, але потім вона дісталася Джеймсу Франко.
- За підсумками прокату в перші вихідні, фільм став другим після «Темного лицаря».
- 6 січня 2009 року фільм був випущений на DVD та Blu-ray.

## Критика
На агрегаторі відгуків Rotten Tomatoes рейтинг схвалення «Ананасового експресу» становить 68% на основі 203 відгуків із середньою оцінкою 6,3/10. На Metacritic фільм отримав середньозважену оцінку 64 зі 100 на основі 37 критиків, що вказує на «загалом схвальні відгуки». Глядачі, опитані CinemaScore, поставили фільму середню оцінку «B+» за шкалою від A+ до F.

## Сиквел фільму
Після фінансового успіху «Ананасового експресу», автори були зацікавленні в зніманні його продовження. Але проєкт не реалізували, на думку Роґена, через завищені вимоги до бюджету, які висунув Апатоу до компанії Sony.
Для просування фільму «Це кінець» 2013 року, в якому також знялися Роґен, Франко, Робінсон і Макбрайд, Sony випустила фальшивий трейлер «Ананасовий експрес 2» як першоквітневий жарт. Натомість Роґен і Ґолдберг зазначили, що відеожарт відображає їхні ідеї, які мали втілитися в справжньому продовженні.

## Ланки
- Офіційний сайт
- Pineapple Express на сайті IMDb (англ.)
- Ананасовий експрес на сайті AllMovie (англ.)
- Pineapple Express на сайті Rotten Tomatoes (англ.)
- Ананасовий експрес на сайті Metacritic (англ.)
- Ананасовий експрес на сайті Box Office Mojo (англ.)